# Juan Echanove
Juan Echanove Labanda (Madrid, 1 de abril de 1961) es un actor español.

## Biografía
Estudió Derecho e ingresó en la Escuela de Arte Dramático en Madrid. En 1986 participó en la película Tiempo de silencio, donde se dio a conocer, y a raíz de ello obtuvo el papel de Cosme en la serie Turno de oficio, en la cual alcanzó cierta notoriedad.
Gracias al éxito le llamaron para un importante número de películas, entre ellas Divinas palabras (1987), por la cual obtuvo el premio Goya a la mejor interpretación masculina de reparto. A este título le siguieron Bajarse al moro, A solas contigo o La noche más larga. En televisión protagonizó en 1991 Chicas de hoy en día, con la que consiguió un Fotogramas de Plata.
Dos años después, en 1993, disfrutó de su mayor éxito profesional al encabezar el reparto de Madregilda (Francisco Regueiro), donde interpretó a un Francisco Franco acomplejado y débil. Por este trabajo Juan Echanove ganó la Concha de Plata al mejor actor del Festival de Cine de San Sebastián, el Premio Goya a la mejor interpretación masculina protagonista, el Premio Sant Jordi al mejor actor así como el Premio Ondas y una candidatura a los Fotogramas de Plata que perdió frente a Javier Bardem. Su intervención ese mismo año en Mi hermano del alma de Mariano Barroso se saldó con otra candidatura a los Premios Goya, esta vez en la categoría de mejor actor de reparto.
En esos doce meses se produjo su debut profesional como cantante. Junto a Víctor Manuel, Ana Belén, Pablo Milanés, Miguel Ríos, Manolo Tena, Antonio Flores, Joaquín Sabina y Joan Manuel Serrat realizó una gira de conciertos que posteriormente se grabó en un doble CD titulado Mucho más que dos. Echanove cantó en él Faltando un pedazo y La puerta de Alcalá. El actor tuvo que intercalar esos trabajos con la gira teatral de la obra El cerdo, en la que lleva el peso absoluto de la función.
Dos años más tarde, junto a José Luis García Sánchez y Juan Luis Galiardo, inició una saga fílmica sobre la España profunda compuesta por los siguientes títulos: Suspiros de España y Portugal (1995), Siempre hay una camino a la derecha (1997) y Adiós con el corazón (2000). Entre el rodaje de cada película Echanove participó en filmes como La flor de mi secreto (Pedro Almodóvar, 1995), Sus ojos se cerraron y el mundo sigue andando (Jaime Chávarri, 1997) o Los años bárbaros (Fernando Colomo, 1998). En la primera de ellas encarnó a un periodista capaz de reanimar a una escritora cuyo matrimonio había fracasado. En la segunda, a un falangista deseoso de encarcelar a unos presos fugados, interpretados por Ernesto Alterio y Jordi Mollá. En 1997 nació su hijo Juan.
A partir de 2000 dio prioridad a su trayectoria teatral en obras como El verdugo o El extraño. Para asegurarse la asistencia de público juvenil en ellas, el actor aceptó incorporarse al reparto de Un paso adelante, donde interpretó a un intransigente profesor cuyo hermano estaba encarcelado. Agustín Díaz Yanes le llamó para un pequeño papel en Sin noticias de Dios.
Por esas fechas, Juan Echanove ejerció bastante militancia política. En febrero de 2003 asistió a un acto de protesta contra el terrorismo de ETA, pocos días después de ser expulsado del Palacio del Congreso junto a Juan Luis Galiardo, María Barranco, Ana Belén, Pilar Bardem, Jordi Dauder y Amparo Larrañaga, por lucir una camiseta en la que estaba impresa la insignia "No a la guerra". En ese mismo año, se estrenó en teatro El precio, según la obra original de Arthur Miller.
En marzo de 2004, celebró la victoria de José Luis Rodríguez Zapatero en la sede del PSOE en Madrid.
En 2005 regresó al cine encadenando el rodaje de películas muy publicitadas como Bienvenido a casa (David Trueba) o Alatriste (Agustín Díaz Yanes), en las que coincidió con intérpretes como Concha Velasco, Carlos Larrañaga, Alejo Sauras, Pilar López de Ayala, Jorge Sanz, Eduardo Noriega, Viggo Mortensen, Ariadna Gil o Unax Ugalde. En la primera de ellas interpretó a un crítico de cine ciego, cuya novia murió en el mismo accidente automovilístico en el que perdió la vista, y cuya vida ha transcurrido en soledad hasta que la llegada de un reportero a su revista agudiza su envidia hacia los demás. En la segunda interpretó a Francisco de Quevedo.
En otoño de ese mismo 2005 interpretó a Miguel Alcántara Barbadillo, hermano de Antonio Alcántara (Imanol Arias) en la serie Cuéntame cómo pasó, un hombre que emigró a Francia, donde se divorció de su mujer, y que al volver a España decide ganarse la vida conduciendo un taxi y montando un bar-restaurante. En 2017, después de doce años formando parte del reparto fijo de la serie Cuéntame cómo pasó, abandona la ficción de La 1 de TVE, por decisión de la productora.
Además, intervino como entrevistado en el documental No es cosa de risa.

## Filmografía parcial
- El caso Almería (Pedro Costa, 1983)
- Adiós pequeña (Imanol Uribe, 1986)
- Tiempo de silencio (Vicente Aranda, 1986)
- La noche más hermosa (Manuel Gutiérrez Aragón, 1986)
- El vuelo de la paloma (José Luis García Sánchez, 1987)
- Divinas palabras (José Luis García Sánchez, 1987)
- Bajarse al moro (Fernando Colomo, 1988)
- Miss Caribe (Fernando Colomo, 1988)
- A solas contigo (Eduardo Campoy, 1990)
- Yo soy ésa (Luis Sanz, 1990)
- La noche más larga (José Luis García Sánchez, 1991)
- Orquesta Club Virginia (Manuel Iborra, 1992)
- Madregilda (Francisco Regueiro, 1993)
- Mi hermano del alma (Manolo Barroso, 1993)
- Historias de la puta mili (Xavier Bárbara), 1993
- Memorias del ángel caído (David Alonso, 1995)
- Una casa a las afueras (Pedro Costa, 1995)
- La flor de mi secreto (Pedro Almodóvar, 1995)
- Siempre hay un camino a la derecha (José Luis García Sánchez, 1997)
- Suspiros de España y Portugal (José Luis García Sánchez, 1997)
- Los años bárbaros (Fernando Colomo, 1998)
- Sus ojos se cerraron y el mundo sigue andando (Jaime Chávarri, 1998)
- Adiós con el corazón (José Luis García Sánchez, 2000)
- Sin noticias de Dios (Agustín Díaz Yanes, 2001)
- Trileros (Antonio del Real, 2003)
- Los Reyes Magos - voz - (Antonio Navarro, 2003)
- Bienvenido a casa (David Trueba, 2005)
- Morir en San Hilario (Laura Mañá, 2005)
- Alatriste (Agustín Díaz Yanes, 2006)
- Manolete (2006)
- No es cosa de risa (Diego Fortea y Jonathan Belles, 2016)
- Te esperaré (Alberto Lecchi, 2017)
- Los Japón (Álvaro Díaz Lorenzo, 2019)

## Teatro
Como director
- Visitando al Señor Green (2005)
- Conversaciones con mamá (2013)
- La reina de la belleza de Leenane (2024)

Como actor
- Ivanov (1983)
- Electra (1984).
- Cuentos de los bosques de Viena (1984).[9]
- El público (1987).
- Don Quijote (1992), como Sancho Panza, dirección de Maurizio Scaparro
- El cerdo (1993).
- El verdugo (2000), basada en la película de Luis García Berlanga.
- El precio (2003), de Arthur Miller.
- Cómo canta una ciudad de noviembre a noviembre (2003).
- Plataforma (2006).
- Desaparecer (2010).
- Conversaciones con mamá (2013)
- Los hermanos Karamázov (2015)
- Sueños (2017)
- Rojo (2018) de John Logan, dirección de Gerardo Vera
- La fiesta del chivo (2019)

## Televisión

### Series
| Año                 | Título                           | Personaje                     | Cadena         | Episodios     |
| ------------------- | -------------------------------- | ----------------------------- | -------------- | ------------- |
| 1985                | La huella del crimen             | Asensio Obregón               | La 1           | 1 episodio    |
| 1985                | Página de sucesos                |                               | La 1           | 1 episodio    |
| 1986 - 1987         | Turno de oficio                  | Cosme Fernández               | La 2           | 17 episodios  |
| 1987                | Vísperas                         | Castuera                      | La 2           | 6 episodios   |
| 1989                | El mundo de Juan Lobón           | Don Gumersindo                | La 1           | 4 episodios   |
| 1990; 1994          | La mujer de tu vida              | Jaime García Sánchez / Juan   | La 1           | 2 episodios   |
| 1991 - 1992         | Las chicas de hoy en día         | Julián                        | La 1           | 20 episodios  |
| 1993                | Los ladrones van a la oficina    | Borracho                      | Antena 3       | 1 episodio    |
| 1994 - 1995         | Hermanos de leche                | Juan                          | Antena 3       | 25 episodios  |
| 1995                | Pepa y Pepe                      | Francis                       | La 1           | 1 episodio    |
| 1996 - 1997         | Turno de oficio: 10 años después | Cosme Fernández               | La 1           | 26 episodios  |
| 1999                | Famosos y familia                | Iñigo                         | La 1           | 8 episodios   |
| 1999                | Camino de Santiago               | Manolo Aranjuez               | Antena 3       | 3 episodios   |
| 2001; 2005 - 2017   | Cuéntame cómo pasó               | Miguel Alcántara Barbadillo   | La 1           | 208 episodios |
| 2003                | La vida de Rita                  | Samuel                        | La 1           | 13 episodios  |
| 2004 - 2005         | Un paso adelante                 | Mariano Cuéllar               | Antena 3       | 23 episodios  |
| 2009                | UCO                              | Sargento Gutiérrez            | La 1           | 3 episodios   |
| 2017                | La zona                          | Fausto Armendáriz             | Movistar Plus+ | 5 episodios   |
| 2019                | Paquita Salas                    | Juan                          | Netflix        | 1 episodio    |
| 2020 - 2021         | El Cid                           | Don Bernardo                  | Prime Video    | 10 episodios  |
| 2020; 2022          | Desaparecidos                    | Santiago Abad                 | Prime Video    | 29 episodios  |
| 2023; 2025-presente | Memento Mori                     | Armando Lopategui “Carapocha” | Prime Video    | ¿? episodios  |

### Programas
- Un país para comérselo (2010-2012), en La 1
- Mi madre cocina mejor que la tuya (2018), en Telecinco
- De la vida al plato (2020), en Amazon Prime Video
- Déjate querer (2022), en Telecinco

## Discografía
- Mucho más que dos (1993)

## Premios y distinciones
| Año  | Categoría                      | Película   | Resultado |
| ---- | ------------------------------ | ---------- | --------- |
| 1993 | Concha de Plata al mejor actor | Madregilda | Ganador   |

| Año  | Categoría                                   | Película              | Resultado |
| ---- | ------------------------------------------- | --------------------- | --------- |
| 1987 | Mejor interpretación masculina de reparto   | Divinas palabras      | Ganador   |
| 1989 | Mejor interpretación masculina de reparto   | El vuelo de la paloma | Candidato |
| 1990 | Mejor interpretación masculina de reparto   | A solas contigo       | Candidato |
| 1993 | Mejor interpretación masculina protagonista | Madregilda            | Ganador   |
| 1993 | Mejor interpretación masculina de reparto   | Mi hermano del alma   | Candidato |
| 2006 | Mejor interpretación masculina de reparto   | Alatriste             | Candidato |

| Año  | Categoría                      | Película                                               | Resultado |
| ---- | ------------------------------ | ------------------------------------------------------ | --------- |
| 1986 | Mejor intérprete de televisión | Turno de oficio                                        | Ganador   |
| 1987 | Mejor intérprete de televisión | Vísperas                                               | Candidato |
| 1989 | Mejor actor de cine            | Bajarse al moro El vuelo de la paloma Viento de cólera | Candidato |
| 1990 | Mejor actor de televisión      | La mujer de tu vida: La mujer infiel                   | Candidato |
| 1991 | Mejor actor de televisión      | Las chicas de hoy en día                               | Ganador   |
| 1993 | Mejor actor de cine            | Madregilda                                             | Candidato |
| 1993 | Mejor intérprete de teatro     | El cerdo                                               | Ganador   |
| 1994 | Mejor actor de televisión      | Hermanos de leche                                      | Candidato |
| 1999 | Mejor actor de teatro          | Cómo canta una ciudad de noviembre a noviembre         | Ganador   |
| 2000 | Mejor actor de teatro          | El verdugo                                             | Candidato |

| Año  | Categoría                                       | Película                 | Resultado |
| ---- | ----------------------------------------------- | ------------------------ | --------- |
| 1991 | Mejor interpretación secundaria de televisión   | Las chicas de hoy en día | Ganador   |
| 1993 | Mejor interpretación protagonista de cine       | Madregilda               | Candidato |
| 1994 | Mejor interpretación protagonista de televisión | Hermanos de leche        | Candidato |
| 2000 | Mejor interpretación protagonista de teatro     | El verdugo               | Ganador   |

Otros
- Premios Ondas
  - Mejor actor de cine (1993)
- Premios Sant Jordi de Cine
  - Mejor actor (1994)
- Premios Max de Teatro
  - Mejor actor (2000)
- Premios Valle Inclán de Teatro
  - Mejor actor por Plataforma (2006)
- Medalla de Oro al Mérito en las Bellas Artes en 2017.[13]
- Premio Amigos del Teatro de Valladolid en 2023.[14]
- Premio José Sacristán de la Semana de Cine de Melilla (2024)[15]